# Electrooculograma
L'electrooculograma (EOG) és un examen que consisteix a col·locar petits elèctrodes prop dels músculs dels ulls per mesurar-ne el moviment. Aquest examen és utilitzat a la polisomnografia.
En condicions habituals hi ha una diferència de potencial d'uns 0,4 a 5 mV entre la còrnia i la membrana de Bruch situada a la part posterior de l'ull.
L'origen d'aquesta diferència es troba en l'epiteli pigmentari de la retina i permet considerar la presència d'un dipol, el qual pot ser representat per un vector el braç coincideix amb l'eix anteroposterior del globus ocular, on la còrnia correspon a l'extrem positiu i la retina a l'extrem negatiu d'aquest dipol.
Ara bé, el potencial produït per aquest dipol és susceptible de ser registrat a través de sistemes de registre tant unipolars com bipolars, mitjançant la col·locació d'elèctrodes a la pell propera a l'ull. En mesurar el potencial produït per un dipol, la magnitud (voltatge) i polaritat del potencial registrat dependran, en gran manera, de l'angulació del dipol pel que fa als elèctrodes pertanyents als esmentats sistemes de registre.

## Moviments oculars
Hi ha quatre tipus de moviments oculars, cadascun controlat per un sistema neural diferent però que comparteixen la mateixa via final comú, les neurones motores que arriben als músculs extraoculars.
1. Els moviments sacàdics: moviments sobtats i enèrgics de tipus espasmòdic, ocorren quan la mirada canvia d'un objecte a un altre. Col·loquen nous objectes d'interès en la fòvea i disminueixen l'adaptació a la via visual, que podria passar si la mirada es fixés en un sol objecte per períodes prolongats.
2. Els moviments suaus de persecució (de cerca): moviments oculars de seguiment que es produeixen quan s'observa un objecte en moviment.
3. Els moviments vestibulars (moviments d'ajust): ocorren com a resposta a estímuls iniciats en els conductes semicirculars, per mantenir la fixació visual mentre es mou el cap.
4. Els moviments de convergència: s'aproximen els eixos visuals entre si quan s'enfoca l'atenció en objectes propers a l'observador.

Encara que una persona es fixi en un objecte estacionari, els seus ulls no estan immòbils, sinó que exhibeixen molt petits moviments involuntaris. Hi ha tres tipus de moviments involuntaris: vibració, salts lents i tusts.
1. Vibració: una sèrie de petites vibracions dels ulls entre 30-80 Hz (cicles/s).
2. Salts lents: moviments involuntaris que resulten en moviment de salts dels ulls, aquests salts signifiquen que encara que els objectes estiguin estacionaris, la imatge salta a través de la fòvea.
3. Moviments de cops (microsacàdics): com la imatge salta en l'extrem de la fòvea, el tercer mecanisme involuntari causa un reflex de salt del globus ocular de manera que la imatge és projectada novament cap a la fòvea.